# Georges Loos
Georges Frederik Adela Gustaaf Loos (Antwerpen, 4 mei 1909 - 9 december 1988) was een Belgisch politicus voor de CVP.

## Levensloop
Loos was een zoon van J. P. Loos en P. Haazen. Uit zijn huwelijk had hij zeven kinderen. Hij doorliep de humaniora aan het Sint-Jan Berchmanscollege in Antwerpen. Beroepshalve werd hij vermeld als: bediende, directeur van een drukkerij, rentmeester en bestuurder van vennootschappen.
Van 1923 tot 1949 was hij actief als scoutsleider in het VVKS, achtereenvolgens als verkennersleider, districtverkennersleider en districtcommissaris. In 1937 leidde hij het Belgisch-Vlaamse Contingent dat deelnam aan de Jamboree 1937 in Vogelenzang (Nederland). Hij leidde ook de nieuwe scoutsgroep die in het Sint-Lievenscollege werd gesticht, van 1936 tot 1942 en van 1944 tot 1949.
Hij nam tijdens de Tweede Wereldoorlog deel aan de Achttiendaagse Veldtocht en trad vervolgens toe tot het Verzet (Geheim Leger, Zone II Antwerpen/Limburg). Van 1941 tot 1945 was hij secretaris van Winterhulp in Antwerpen.
Na de oorlog werd hij lid van het Centraal comité voor Land- en Tuinbouw van de Belgische Boerenbond en van de Antwerpse arrondissementsbond van de Boerengilde. Hij was ook stichter en voorzitter van de kredietmaatschappij IMABO.
In 1946 werd hij lid van het arrondissementeel hoofdbestuur van de CVP. In de wetgevende verkiezingen van februari 1946 werd hij tot volksvertegenwoordiger verkozen voor het arrondissement Antwerpen en vervulde dit mandaat tot in 1965. Hij woonde in Emblem.